# Van Slingelandt

Van Slingelandt is een Dordts patriciërsgeslacht.

## Geschiedenis
De bewezen stamreeks begint met Cornelis Hendricksz. die in 1492 en 1493 raad van Dordrecht was en in 1506 overleed. Zijn zoon Hendrick Cornelis Hendricksz ([1484]-na 1548), die trouwde met Digna Boemgaert ([1485]-na 1548), was raad en schepen van die stad.
In de Gouden Eeuw was de Dordtse tak een van de vooraanstaande staatsgezinde geslachten, die samen met het verzwagerde geslacht Van Beveren, Muys van Holy en De Witt het bestuur over de stad Dordrecht in handen hebben gehad en daardoor ook in het gewest Holland een belangrijke vinger in de pap hebben gehad.
In 1702 werden mr. Govert Johan en mr. Barthout van Slingelandt verheven tot baron des H.R. Rijks door keizer Leopold I. Vanaf 21 augustus 1815 werden leden van het geslacht ingelijfd in de Nederlandse adel en even later verkregen zij ook de titel van baron.

## Diverse leden

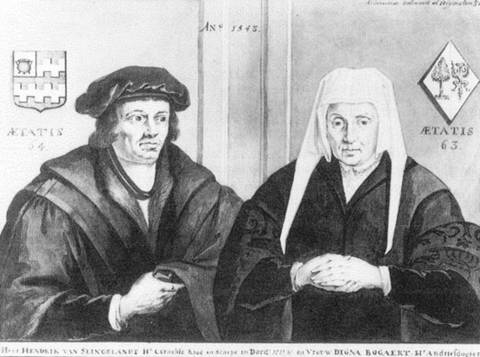
Hendrick Cornelis Hendricksz met zijn echtgenote Digna Boemgaert

- Cornelis van Slingelandt (1507-1583), Dordts regent en burgemeester
- Johannes Franciscus van Slingelandt of Slingelantius, dichter, secretaris over de latijnsche briefwisseling bij den Cardinaal Bagni, kanunnik van Douay, secretaris van den hoogen raad te Mechelen
- Govert van Slingelandt, heer van Dubbeldam (1623-1690), pensionaris van Rotterdam en ambassadeur van de Republiek in Pruisen, Zweden, Polen en Denemarken
- Mr. Barthout des H.R.Rijksbaron van Slingelandt, heer van Slingelandt (sinds 1705 door koop) en heer in Dubbeldam (1654-1711), Dordtse regent en burgemeester, raad en generaal-rentmeester der Verenigde Nederlanden, gedeputeerde ter Staten-Generaal, raad en rentmeestergeneraal van Zuid-Holland, extra-ordinaris afgezant van H.H.M.M. bij de keurvorst van de Paltz en de koning van Pruisen, bewindhebber WIC, gecommitteerde in de Raad van State
- Simon van Slingelandt (1664-1736), secretaris bij de Raad van State, thesaurier-generaal van de Republiek, raadpensionaris van Holland, pensionaris van de Ridderschap van Holland
- Govert van Slingelandt, heer van De Kleine Lindt, West-IJsselmonde en Patijnenburg (1694-1767), schepen van Dordrecht, ontvanger-generaal over Holland en West-Friesland, drossaard der stad en baronie van Breda
- Govert van Slingelandt (1694-1752[bron?]), oud-raad en burgemeester van Dordrecht
- Mr. Hendrik des H.R. Rijksbaron van Slingelandt, heer van Slingelandt (1702-1759), schepen en burgemeester van 's-Gravenhage
- Barthout des H.R. Rijksbaron van Slingelandt, heer van Slingelandt en Goidschalxoord (1731-1798), burgemeester van Dordrecht, lid Gecommitteerde Raden van Holland, raad en generaal-muntmeester der Verenigde Nederlanden
- Elsa Henriëtte barones van Slingelandt (1944-2017), coach; trouwde in 1967 met mr. Otto ter Haar (1943-2016) en in 1995 met drs. Frederik Philips (1940), zoon van Frits Philips (1905-2005)